# Margueray
Margueray est une commune française, située dans le département de la Manche en région Normandie, peuplée de 117 habitants.

## Géographie
La commune est située au sud-est du Pays saint-lois, en limite du Bocage virois. Le bourg est à 4,5 km au sud-est de Percy et à 10 km au nord-est de Villedieu-les-Poêles.
La moitié sud-est de son territoire allongé dans le sens sud-ouest/nord-est est grandement affecté à la route départementale no 975 (ancienne route nationale 175) et à celle qui l'a remplacée pour relier Rennes à Caen, l'autoroute A84. La D 975 mène au sud-ouest à Villedieu-les-Poêles et au nord-est à Pont-Farcy. La D 28, qui délimite le territoire sur tout le nord-ouest et longe le bourg, permet d'aller vers Gouvets au nord-est et rejoint la D 975 au sud-ouest. La D 455 relie plus directement le bourg à la D 975 et se prolonge vers Saint-Martin de Montbray au sud-est, tandis que le bourg de Montbray est accessible plus directement par la D 58 qui part à l'ouest du bourg. Celui-ci est relié au Chefresne par cette même D 58 au nord-ouest . L'accès à l'A84 est à Pont-Farcy (échangeur 39) à 12 km au nord-est vers Caen et à La Colombe (échangeur 38) à 9 km au sud-ouest vers Rennes.
Margueray est dans le bassin de la Sienne, essentiellement par un affluent la Gièze, le ruisseau du Chefresne. L'est du territoire est matérialisé par une crête faisant fonction de ligne de partage des eaux entre la Sienne et la Vire.
Le point culminant (257 m) se situe au sud-est, près du lieu-dit le Vigneret, en limite de commune sur la D 455 qui mène à Saint-Martin de Montbray. Le point le plus bas (169 m) correspond à la sortie du ruisseau du Chefresne du territoire, à l'ouest. La commune est bocagère.
| Percy-en-Normandie (comm. dél. du Chefresne) | Percy-en-Normandie (comm. dél. du Chefresne), Montabot (sur moins de 100 m) | Gouvets                              |
| Percy-en-Normandie (comm. dél. du Chefresne) | Margueray                                                                   | Saint-Vigor-des-Monts (par un angle) |
| Percy-en-Normandie (comm. dél. du Chefresne) | Montbray                                                                    | Montbray                             |

### Hydrographie
La commune est située dans le bassin Seine-Normandie. Elle est drainée par le cours d'eau 02 de la commune de Percy et un autre petit cours d'eau,.

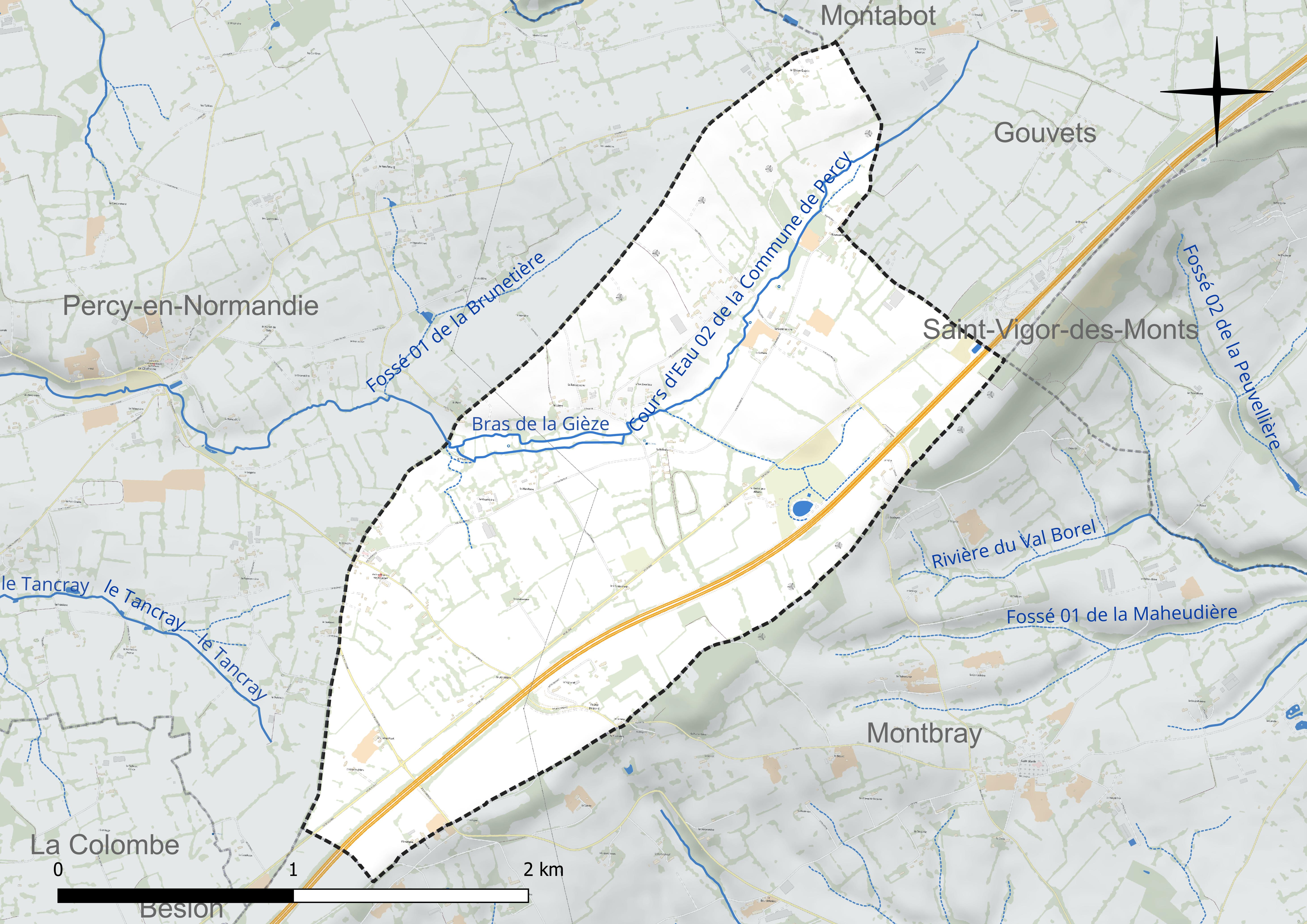
Réseau hydrographique de Margueray.

### Climat
Pour des articles plus généraux, voir Climat de la Normandie et Climat de la Manche.
En 2010, le climat de la commune est de type climat océanique franc, selon une étude du CNRS s'appuyant sur une série de données couvrant la période 1971-2000. En 2020, Météo-France publie une typologie des climats de la France métropolitaine dans laquelle la commune est exposée à un climat océanique et est dans la région climatique  Normandie (Cotentin, Orne), caractérisée par une pluviométrie relativement élevée (850 mm/a) et un été frais (15,5 °C) et venté.
Pour la période 1971-2000, la température annuelle moyenne est de 10,3 °C, avec une amplitude thermique annuelle de 12,6 °C. Le cumul annuel moyen de précipitations est de 1 112 mm, avec 15,1 jours de précipitations en janvier et 9,9 jours en juillet. Pour la période 1991-2020, la température moyenne annuelle observée sur la station météorologique la plus proche, située sur la commune de Cerisy-la-Salle à 18 km à vol d'oiseau, est de 11,5 °C et le cumul annuel moyen de précipitations est de 1 112,5 mm,. Pour l'avenir, les paramètres climatiques de la commune estimés pour 2050 selon différents scénarios d’émission de gaz à effet de serre sont consultables sur un site dédié publié par Météo-France en novembre 2022.

## Urbanisme

### Typologie
Au 1er janvier 2024, Margueray est catégorisée commune rurale à habitat très dispersé, selon la nouvelle grille communale de densité à sept niveaux définie par l'Insee en 2022.
Elle est située hors unité urbaine et hors attraction des villes,.

### Occupation des sols
L'occupation des sols de la commune, telle qu'elle ressort de la base de données européenne d’occupation biophysique des sols Corine Land Cover (CLC), est marquée par l'importance des territoires agricoles (99,8 % en 2018), une proportion sensiblement équivalente à celle de 1990 (99,1 %). La répartition détaillée en 2018 est la suivante : prairies (63,7 %), terres arables (19,2 %), zones agricoles hétérogènes (16,9 %), forêts (0,2 %). L'évolution de l’occupation des sols de la commune et de ses infrastructures peut être observée sur les différentes représentations cartographiques du territoire : la carte de Cassini (XVIIIe siècle), la carte d'état-major (1820-1866) et les cartes ou photos aériennes de l'IGN pour la période actuelle (1950 à aujourd'hui).

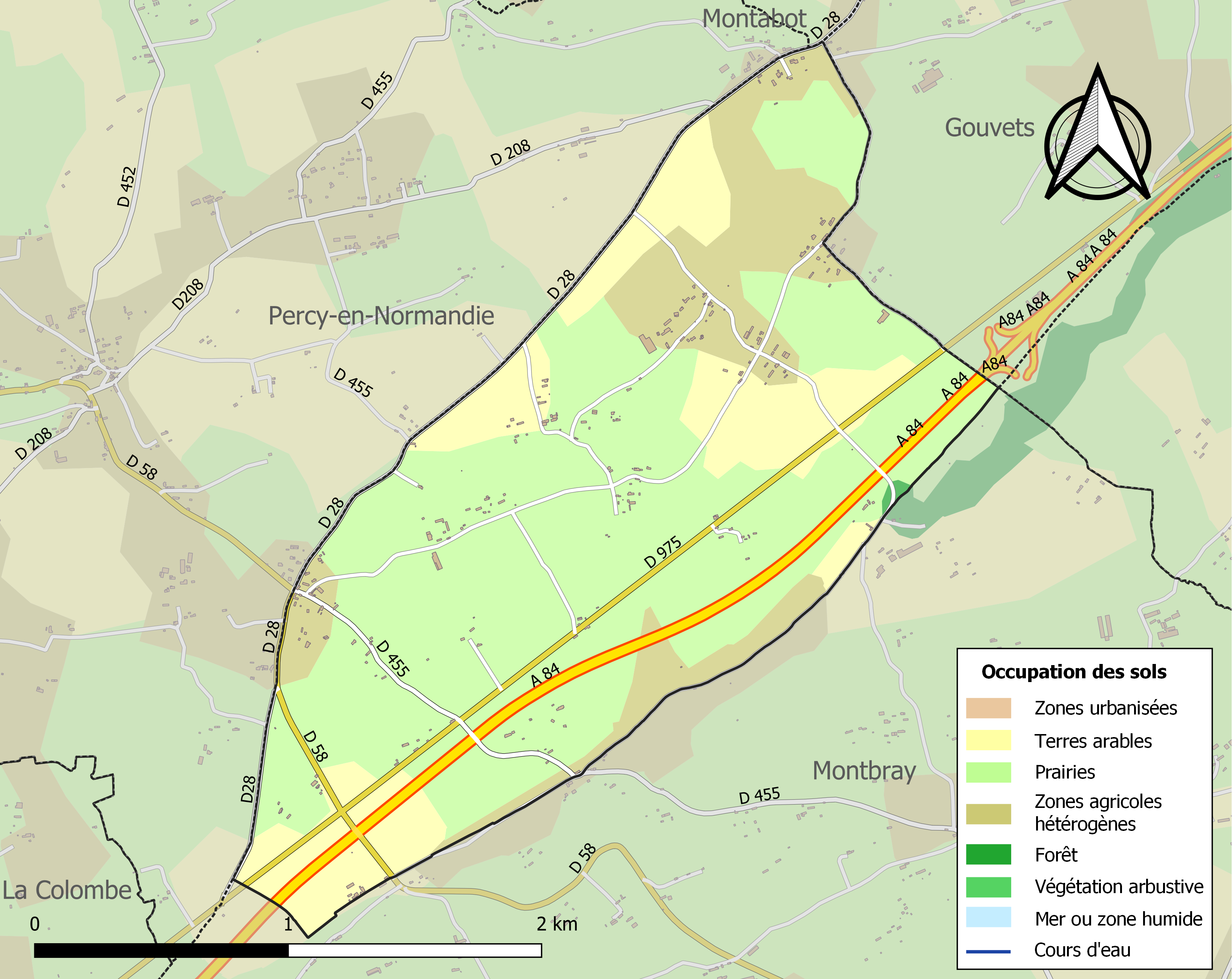
Carte des infrastructures et de l'occupation des sols de la commune en 2018 (CLC).

## Toponymie
Le nom de la localité est attesté sous les formes Margerei au XIIe siècle, Margueré vers 1280.
L'origine du toponyme n'est pas éclaircie. Les hypothèses l'attribuent à un nom de personne, gaulois selon Albert Dauzat (Margaros), ou roman selon René Lepelley (Margarius), adjoint du suffixe -acum/ -acus.
Le gentilé est Margueriais.

## Histoire
Au XIIIe siècle, le chevalier Guillaume Corbet, aumôna l'église de Margueray à payer une aumône au prieuré de la Couperie de La Colombe.

## Politique et administration
| Période                                  | Période    | Identité             | Étiquette | Qualité                              |
| ---------------------------------------- | ---------- | -------------------- | --------- | ------------------------------------ |
| 1973                                     | avril 1979 | Maurice Manson       | SE        |                                      |
| 1979                                     | mars 2008  | Marie-Thérèse Hulmel | SE        | Secrétaire de mairie                 |
| mars 2008                                | avril 2014 | André Lecharpentier  | SE        |                                      |
| avril 2014                               | En cours   | Pierre Manson        | SE        | Technicien en construction mécanique |
| Les données manquantes sont à compléter. |            |                      |           |                                      |

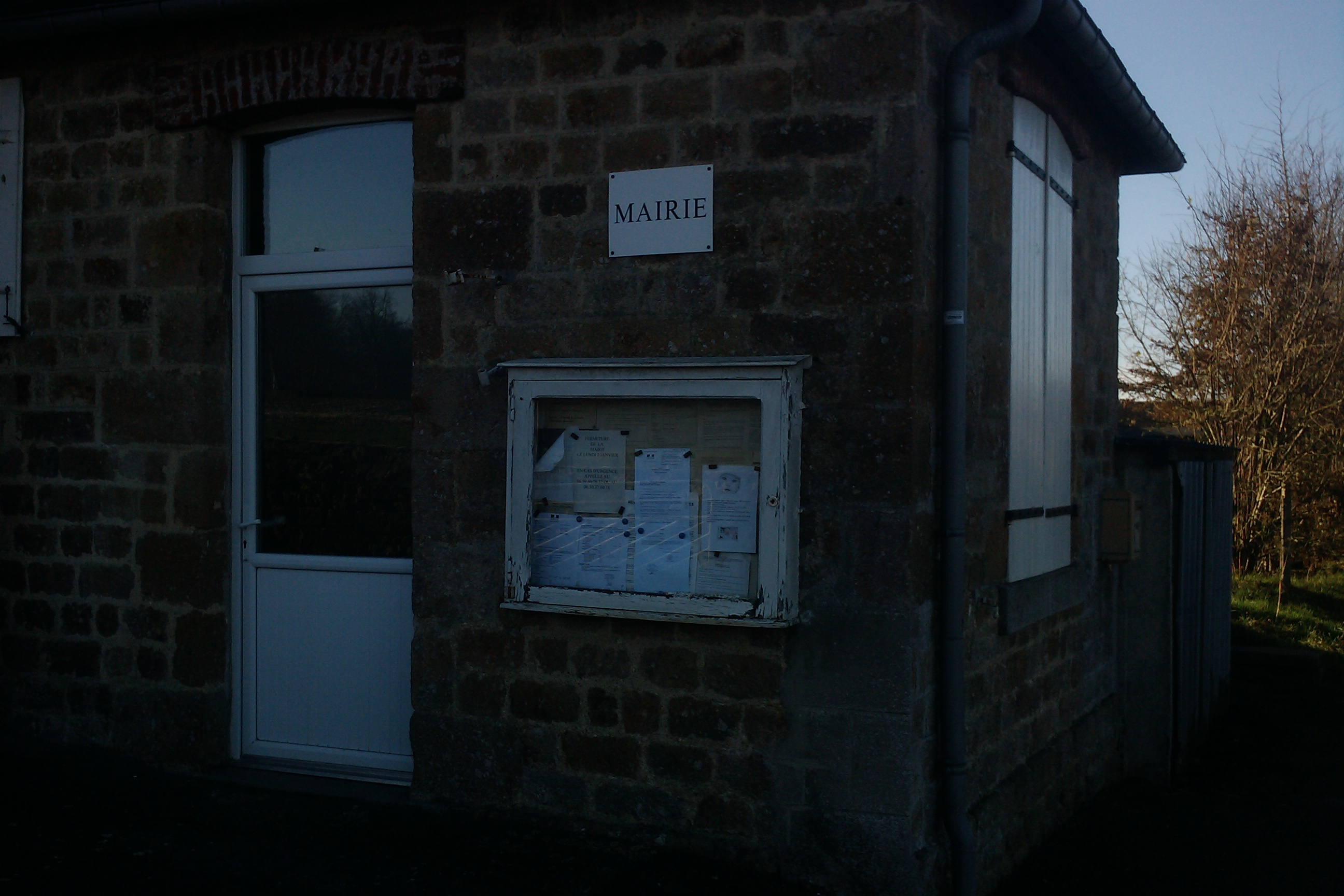
La mairie.

Le conseil municipal est composé de onze membres dont le maire et deux adjoints.

## Démographie
L'évolution du nombre d'habitants est connue à travers les recensements de la population effectués dans la commune depuis 1793. Pour les communes de moins de 10 000 habitants, une enquête de recensement portant sur toute la population est réalisée tous les cinq ans, les populations de référence des années intermédiaires étant quant à elles estimées par interpolation ou extrapolation. Pour la commune, le premier recensement exhaustif entrant dans le cadre du nouveau dispositif a été réalisé en 2005.
En 2022, la commune comptait 117 habitants, en évolution de −12,03 % par rapport à 2016 (Manche : −0,31 %, France hors Mayotte : +2,11 %).
Margueray a compté jusqu'à 414 habitants en 1851.
| 1793 | 1800 | 1806 | 1821 | 1831 | 1836 | 1841 | 1846 | 1851 |
| ---- | ---- | ---- | ---- | ---- | ---- | ---- | ---- | ---- |
| 272  | 290  | 295  | 355  | 382  | 401  | 404  | 386  | 414  |

| 1856 | 1861 | 1866 | 1872 | 1876 | 1881 | 1886 | 1891 | 1896 |
| ---- | ---- | ---- | ---- | ---- | ---- | ---- | ---- | ---- |
| 371  | 352  | 346  | 317  | 319  | 291  | 309  | 273  | 243  |

| 1901 | 1906 | 1911 | 1921 | 1926 | 1931 | 1936 | 1946 | 1954 |
| ---- | ---- | ---- | ---- | ---- | ---- | ---- | ---- | ---- |
| 262  | 271  | 259  | 233  | 254  | 268  | 271  | 242  | 223  |

| 1962 | 1968 | 1975 | 1982 | 1990 | 1999 | 2005 | 2006 | 2010 |
| ---- | ---- | ---- | ---- | ---- | ---- | ---- | ---- | ---- |
| 217  | 196  | 158  | 141  | 130  | 128  | 146  | 147  | 135  |

| 2015 | 2020 | 2022 | - | - | - | - | - | - |
| ---- | ---- | ---- | - | - | - | - | - | - |
| 132  | 116  | 117  | - | - | - | - | - | - |

## Lieux et monuments
- Église Notre-Dame-et-Saint-Gorgon (XVe – XVIIIe siècles), petit édifice composé d'une nef et d'un clocher en façade, avec à l'intérieur une voûte lambrissée. Elle abrite un bénitier (XVIIe), des fonts baptismaux (XVIIe), les statues de saint Gorgon (XVIIe), Vierge à l'Enfant (XVIIIe), une verrière (1951) de Gabriel Loire[19].
- Croix de cimetière (1643) signée Louis de Gouvets[28].
- Calvaire de Rousseville. Vierge couronnée dite Notre-Dame de Rousseville ou la Vierge noire érigée au XIXe siècle au carrefour de Margueray et Gouvets.
- Parc éolien de Montbray-Margueray.